# Louis Dapples
 (février 2025).
Pour les articles homonymes, voir Dapples.
Louis Dapples, né le 9 septembre 1867 à Gênes et mort le 31 juillet 1937 à Gênes, est un banquier et industriel suisse.

## Biographie

### Carrière bancaire et industrielle
Il est né à Gênes de Henri Dapples, membre de la famille vaudoise Dapples, et d'Anne Defernex. Son père était commerçant et banquier.
Après avoir terminé ses études à Zurich et effectué un apprentissage auprès de son père, il poursuit une carrière dans le secteur bancaire. Puis, il occupe le poste de directeur adjoint au Crédit Lyonnais à Londres en 1903, puis directeur de la Banca Commerciale Italiana à Milan, avant de travailler au Brésil et en Argentine.

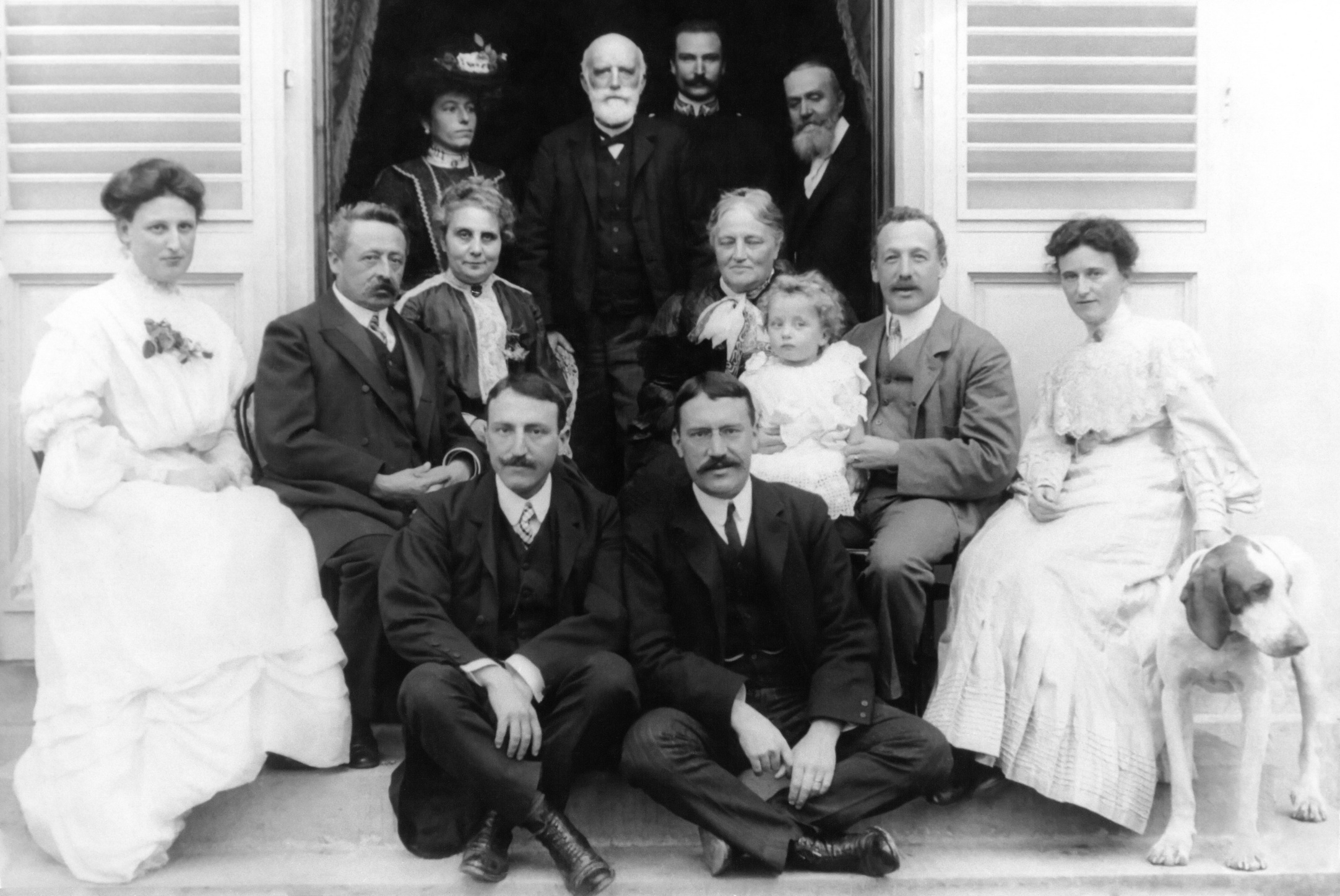
La famille Dapples à la villa de Grezzano (1904). Au centre, son oncle Edmond Dapples, assis par terre, son frère Henri Dapples (à gauche) et Louis Dapples (à droite). Sa cousine Elvire Dapples est la dernière à gauche, assise sur la chaise.

### Carrière chez Nestlé et autres mandats
En 1922, il rejoint Nestlé, où il devient président du Conseil d'administration en 1929. Il occupe par la suite plusieurs mandats dans divers conseils d'administration, notamment à la Banque Suisse de Crédit, à la Compagnie Suisse de Réassurance et au sein de la Banque hypothécaire Suisse-Argentine.
En 1921, Nestlé traverse une grave crise financière, alors même que survient une chute des prix et des réserves de matières premières, un avant-goût de la Grande Dépression. Dans ce contexte, Louis Dapples est recruté comme crisis manager, avec pour mission de redresser la situation. Durant son mandat, il a encouragé l'embauche de dirigeants professionnels, la centralisation de l'administration et la consolidation de la recherche dans les laboratoires de Vevey, instaurant une gestion plus moderne et efficace.
En 1929, il reçoit une mission de la Banque Française et Italienne pour l’Amérique du Sud pour trouver une solution au stock excédentaire de café invendu au Brésil, à la suite du krach de Wall Street et de l'effondrement du prix du café, l'idée étant de créer des cubes de café soluble, inspirés des cubes de bouillon.
Nestlé a embauché le chimiste Max Morgenthaler, qui, après plusieurs années de recherche, a découvert que le café mélangé à du lait en poudre et du sucre conservait mieux son arôme. Après d'autres essais, Morgenthaler a développé une technique permettant de préserver la saveur du café grâce à l'ajout de maltodextrine.
Le 1er avril 1938, Nestlé a lancé officiellement Nescafé en Suisse, avec une production à grande échelle dans son usine d'Orbe.

### Distinctions et rôle diplomatique
Il a représenté la Suisse à la Conférence économique internationale de Londres en 1933.
En 1923, l'Université de Lausanne lui a décerné le titre de docteur honoris causa.

## Son fils et la lutte contre l'épilepsie

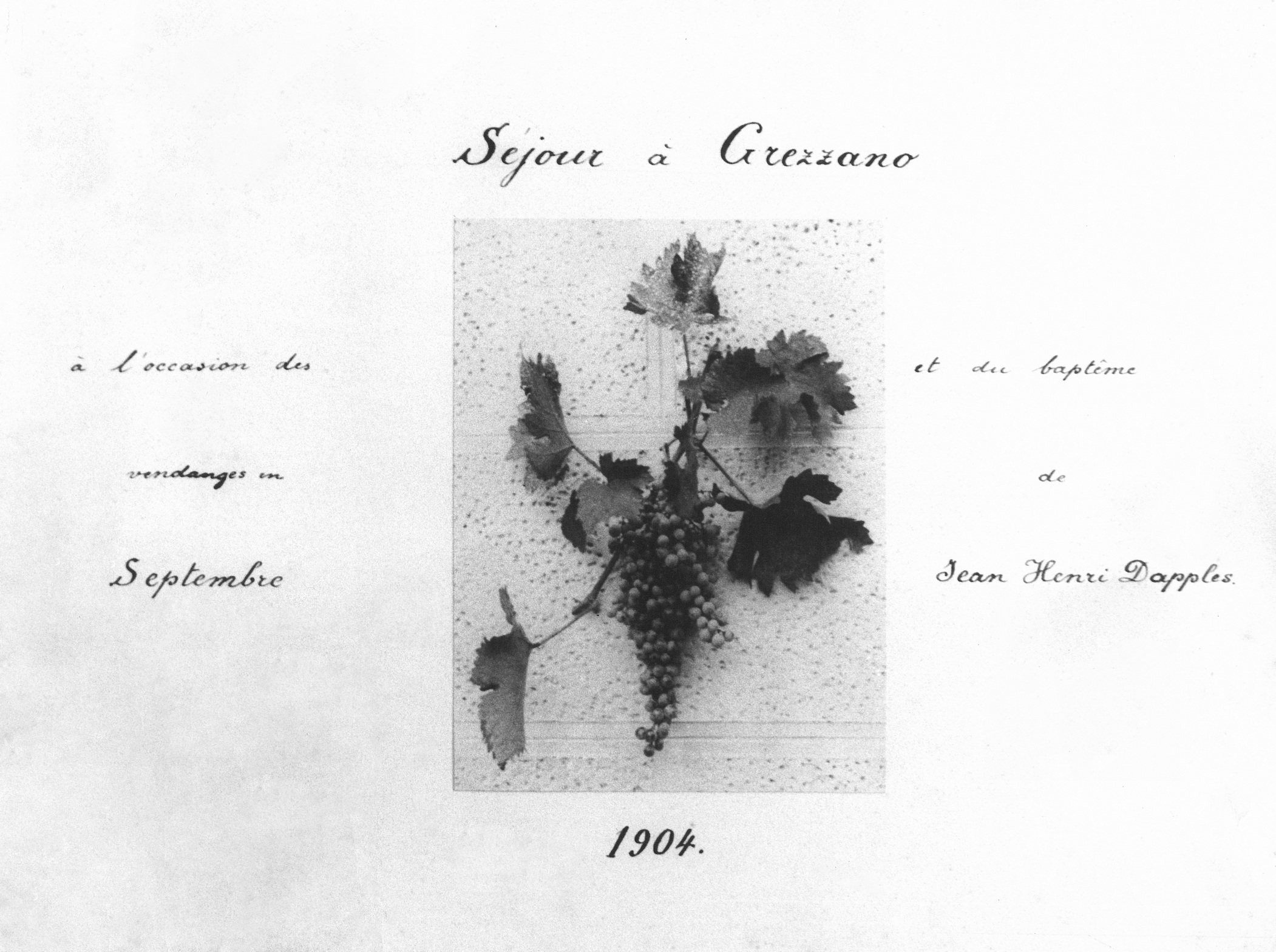
Couverture d'un album de la famille Dapples à Grezzano, Toscane (1904), conservé au musée Casa d'Erci.

La vie familiale de Louis Dapples, marié à Hélène Emetaz, originaire de Genève,, a été marquée par un drame familial. Leur fils, Jean Henri Dapples, surnommé Dicky, né en 1903, a souffert d'une grave forme d'épilepsie et a passé de nombreuses années à la Fondation suisse pour l'épilepsie, où il est décédé en 1922, après de nombreux efforts pour trouver un traitement.
Le 11 juin 1919, Louis Dapples et son épouse font un don de 250 000 francs suisses à l'institution, afin de financer la construction d'un établissement destiné à l'observation et au traitement des jeunes épileptiques ayant des difficultés d'apprentissage. Cette initiative donne naissance en 1923 au Centre pour jeunes Donation Dapples.